# جيوفري دوغلاس مايج
جيوفري دوغلاس مايج (بالإنجليزية: Geoffrey Douglas Madge)‏ هو عازف بيانو أسترالي، ولد في 3 أكتوبر 1941 في أديلايد في أستراليا.

## وصلات خارجية
- جيوفري دوغلاس مايج على موقع ميوزك برينز (الإنجليزية)
- جيوفري دوغلاس مايج على موقع ديسكوغز (الإنجليزية)